# Гута (Починковский район)
Гу́та — деревня в Починковском районе Смоленской области России. Входит в состав Васьковского сельского поселения. Постоянного населения не имеет..
Расположена в центральной части области в 23 км к юго-востоку от Починка, в 6 км восточнее автодороги А141 Орёл — Витебск, на берегу реки Беличек. В 7 км юго-западнее деревни расположена железнодорожная станция Стодолище на линии Смоленск — Рославль.

## История
В годы Великой Отечественной войны деревня была оккупирована гитлеровскими войсками в июле 1941 года, освобождена в сентябре 1943 года.